# Hong Kong Viceroy Cup
La Hong Kong Viceroy Cup (總督盃S, Zǒng dū bēiP) era una competizione calcistica tenuta ad Hong Kong e completamente sponsorizzata dalla British American Tobacco (BAT), proprietaria del marchio di sigarette Viceroy. La BAT aveva di fatto organizzato questa manifestazione puntando sul fatto che il nome del marchio Viceroy, che in italiano significa letteralmente "viceré", richiamasse il nome cinese del governatore di Hong Kong, ossia dell'amministratore del territorio per conto della Corona britannica prima del 1º luglio 1997, data che segnò il ritorno di Hong Kong alla Cina, e che quindi in cinese il nome della manifestazione suonasse come Coppa del Viceré. Inaugurata nel 1969, la Viceroy Cup fu il primo torneo calcistico di Hong Kong in cui fu permessa una sponsorizzazione commerciale.
Assieme alla coppa del campionato della First Division League, alla FA Cup e al Senior Shield, la Viceroy Cup faceva parte delle cosiddette "Big Four", ossia le quattro più importanti competizioni del panorama calcistico hongkonghese.
A partire da luglio 1999, il governo di Hong Kong ha proibito la sponsorizzazione di eventi sportivi da parte di aziende del tabacco e da allora la competizione non si è più svolta; la sua ventinovesima e ultima edizione si è infatti tenuta nel 1998. 

## Finali[1]

### Risultati
| Stagione | Vincitore     | Punteggio | Secondo classificato | Note                                               |
| -------- | ------------- | --------- | -------------------- | -------------------------------------------------- |
| 1969–70  | Jardines      |           | Fire Services        |                                                    |
| 1970–71  | Eastern       |           | H.K. Rangers         |                                                    |
| 1971–72  | South China   |           | H.K. Rangers         |                                                    |
| 1972–73  | Seiko         |           | Eastern              |                                                    |
| 1973–74  | H.K. Rangers  | 1-0       | South China          | Conclusasi ai tempi supplementari.                 |
| 1974–75  | H.K. Rangers  | 2-1       | South China          |                                                    |
| 1975–76  | Happy Valley  | 2-1       | Seiko                |                                                    |
| 1976–77  | Caroline Hill |           | Seiko                |                                                    |
| 1977–78  | Seiko         | 2-1       | Happy Valley         | Conclusasi ai tempi supplementari.                 |
| 1978–79  | Seiko         | 3-0       | Urban Services       |                                                    |
| 1979–80  | South China   | 2-1       | Caroline Hill        |                                                    |
| 1980–81  | Eastern       | 2-2       | Caroline Hill        | Conclusasi per 5-4 dopo i calci di rigore.         |
| 1981–82  | Bulova        |           | Eastern              |                                                    |
| 1982–83  | Bulova        | 2-1       | Eastern              | Conclusasi ai tempi supplementari.                 |
| 1983–84  | Seiko         | 2-0       | Tung Sing            |                                                    |
| 1984–85  | Seiko         | 4-3       | South China          |                                                    |
| 1985–86  | Seiko         | 2-0       | South China          |                                                    |
| 1986–87  | South China   | 3-0       | Tsuen Wan            |                                                    |
| 1987–88  | South China   | 3-2       | Sing Tao             |                                                    |
| 1988–89  | Double Flower | 1-0       | Happy Valley         |                                                    |
| 1989–90  | Lai Sun       | 1-0       | South China          |                                                    |
| 1990–91  | South China   | 1-0       | Lai Sun              |                                                    |
| 1991–92  | Ernest Borel  | 2-1       | South China          |                                                    |
| 1992–93  | South China   | 3-0       | Eastern              |                                                    |
| 1993–94  | South China   | 3-1       | Double Flower        |                                                    |
| 1994–95  | Sing Tao      | 3-0       | Double Flower        |                                                    |
| 1995–96  | Double Flower | 2-1       | South China          | Conclusasi ai tempi supplementari con golden goal. |
| 1996–97  | Sing Tao      | 0-0       | Happy Valley         | Conclusasi 7-6 dopo i calci di rigore.             |
| 1997–98  | South China   | 3-0       | Double Flower        |                                                    |